# مات أوكونور (لاعب دوري الرغبي)
مات أوكونور (بالإنجليزية: Matt O'Connor) هو لاعب دوري الرغبي أسترالي، ولد في 29 يناير 1971 في كانبرا في أستراليا.

## وصلات خارجية
- مات أوكونور عل موقع إسبنسكروم (الإنجليزية)